# Kurt Seelmann (Pädagoge)
Kurt Seelmann (* 18. Mai 1900 in München; †  11. August 1987 in Taufkirchen bei München) war ein deutscher Pädagoge, Psychotherapeut, Erziehungsberater und Vertreter der Individualpsychologie.

## Leben
Seelmann war 35 Jahre lang Lehrer und Rektor der Situlischule in München. 1921 wurde er Schüler und Mitarbeiter von Leonhard Seif – einem Adler-Schüler – in der ersten psychotherapeutischen Erziehungsberatungsstelle in München. Er wirkte als Dozent und Lehranalytiker am Münchner Institut der Deutschen Gesellschaft für Individualpsychologie. Als Direktor des Stadtjugendamtes München entwickelte er ein Ferienausflugsprogramm. Als Erziehungsberater hatte er große Erfahrungen im Umgang mit schwierigen Schülern. Von 1965 bis 1977 war er 1. Vorsitzender des Vereins Kinder- und Mutterschutz e. V.

## Werk
Seelmanns Anliegen bei seinen zahlreichen Vorträgen und Veröffentlichungen galt der seelischen Prophylaxe, insbesondere auch bei der Sexualaufklärung:
1961 erschien sein kindgemäßes, dazumal ausgesprochen progressives Aufklärungsbüchlein Woher kommen die kleinen Buben und Mädchen?. Es wurde zum Aufklärungsklassiker und in neun Sprachen übersetzt. Bis zur 20. Auflage von 1996 wurden über 800.000 Exemplare verkauft.
1964 leitete er im 3. Fernsehprogramm des Bayerischen Rundfunks in 13 Folgen das Kursprogramm Unsere Kinder heute.
Seelmann war Autor des Nachworts im Buch Schulmädchen-Report von Günther Hunold.
Seelmann hat Ali Mitgutsch zu den Wimmelbilderbüchern geraten, die ihn weltberühmt machten.

## Schriften (Auswahl)
- Das nervöse und schwer erziehbare Kind, in: Handbuch der Individualpsychologie Bd. I, hg. v. Erwin Wexberg, München 1926, Nachdruck: E. J. Bonset, Amsterdam 1966, S. 169–208.
- Das jüngste und älteste Kind. Verlag Am andern Ufer, Dresden 1927.
- Kind, Sexualität und Erziehung. Zum Verständnis der geschlechtlichen Entwicklung und Fehlentwicklung von Kind u. Jugendlichen, Folgerungen für eine vorbeugende, aufbauende und heilende Erziehung. München 1941. Wieder: E. Reinhardt, 1952. Weitere häufige Neuaufl., zuletzt 1985 (ab 1960 genannt „vollst. neu bearb.“, auch Kindler TB und weitere Verlage)
- So Schulkinder für das Leben erziehen, E. Reinhardt, 1965.
- Vermeidet Schulschwierigkeiten, Verlag Öffentliches Leben, 1951.
- Wie soll ich mein Kind aufklären?, Klett, 1956.
- Woher kommen die kleinen Buben und Mädchen?, E. Reinhardt, 1961, ISBN 3497013773.
- Lehrer und Geschlechtserziehung, Bardtenschlager, 1969.
- Zwischen 15 und 19. Informationen über sexuelle und andere Fragen des Erwachsenwerdens, 1971.
- Kurt Seelmann: Ohne Tabus. Ein Aufklärungskurs für junge Menschen, zus. mit Günter Althoff und Gerhard Döring. Bardtenschlager, 1984.